# يان تونو
يان تونو (بالفنلندية: Janne Tuohino) مواليد 22 مايو 1975 في فنلندا، هو سائق راليات فنلندي بدأ مسيرته في سنة 1996. كان أول رالي له هو رالي فنلندا 1996. شارك في بطولة العالم للراليات.

## فرق مثلها
- شركة فورد
- شكودا أوتو

## روابط خارجية
- يان تونو على موقع eWRC-results.com (الإنجليزية)